# Diócesis de Tunduru-Masasi
La diócesis de Tunduru-Masasi (en latín: Dioecesis Tunduruensis-Masasiensis, en inglés: Roman Catholic Diocese of Tunduru–Masasi y en suajili: Jimbo Katoliki la Tunduru-Masasi) es una circunscripción eclesiástica de la Iglesia católica en Tanzania. Se trata de una diócesis latina, sufragánea de la arquidiócesis de Songea, que tiene al obispo Filbert Felician Mhasi como su ordinario desde el 8 de diciembre de 2018.

## Territorio y organización
La diócesis tiene 22 730 km² y extiende su jurisdicción sobre los fieles católicos de rito latino residentes en la parte oriental de la región de Ruvuma y la parte centro-occidental de la región de Mtwara.
La sede de la diócesis se encuentra en la ciudad de Tunduru, en donde se halla la Catedral de San Francisco Javier. 
En 2020 en la diócesis existían 19 parroquias.

## Historia
La diócesis fue erigida el 17 de octubre de 1986 con la bula Cogitantes de Ecclesia del papa Juan Pablo II, obteniendo el territorio de la diócesis de Nanchingwea (hoy diócesis de Lindi).
Originalmente sufragánea de la arquidiócesis de Dar es-Salam, el 18 de noviembre de 1987 pasó a formar parte de la provincia eclesiástica de la arquidiócesis de Songea.

## Estadísticas
De acuerdo al Anuario Pontificio 2021 la diócesis tenía a fines de 2020 un total de 114 850 fieles bautizados.
| Año                                                                             | Población            | Población | Población      | Sacerdotes | Sacerdotes    | Sacerdotes    | Bautizados por sacerdote | Diáconos permanentes | Religiosos | Religiosos | Parroquias |
| Año                                                                             | Bautizados católicos | Total     | % de católicos | Total      | Clero secular | Clero regular | Bautizados por sacerdote | Diáconos permanentes | Varones    | Mujeres    | Parroquias |
| ------------------------------------------------------------------------------- | -------------------- | --------- | -------------- | ---------- | ------------- | ------------- | ------------------------ | -------------------- | ---------- | ---------- | ---------- |
| 1990                                                                            | 52 311               | 571 881   | 9.1            | 31         | 12            | 19            | 1687                     |                      | 42         | 44         | 14         |
| 1999                                                                            | 69 617               | 608 214   | 11.4           | 29         | 16            | 13            | 2400                     |                      | 56         | 75         | 15         |
| 2000                                                                            | 81 091               | 574 933   | 14.1           | 32         | 20            | 12            | 2534                     |                      | 27         | 75         | 15         |
| 2001                                                                            | 85 306               | 669 854   | 12.7           | 33         | 20            | 13            | 2585                     |                      | 28         | 81         | 18         |
| 2002                                                                            | 92 087               | 776 870   | 11.9           | 28         | 16            | 12            | 3288                     |                      | 12         | 52         | 15         |
| 2003                                                                            | 94 289               | 585 608   | 16.1           | 37         | 24            | 13            | 2548                     |                      | 18         | 24         | 16         |
| 2004                                                                            | 90 740               | 669 854   | 13.5           | 34         | 24            | 10            | 2668                     |                      | 30         | 26         | 18         |
| 2010                                                                            | 107 659              | 763 000   | 14.1           | 29         | 18            | 11            | 3712                     |                      | 22         | 82         | 19         |
| 2014                                                                            | 100 387              | 910 364   | 11.0           | 25         | 20            | 5             | 4015                     |                      | 14         | 83         | 19         |
| 2017                                                                            | 104 940              | 1 019 000 | 10.3           | 26         | 22            | 4             | 4036                     |                      | 6          | 99         | 19         |
| 2020                                                                            | 114 850              | 1 118 780 | 10.3           | 33         | 19            | 14            | 3480                     |                      | 15         | 94         | 19         |
| Fuente: Catholic-Hierarchy, que a su vez toma los datos del Anuario Pontificio. |                      |           |                |            |               |               |                          |                      |            |            |            |

## Episcopologio
- Polycarp Pengo (17 de octubre de 1986-22 de enero de 1990 nombrado arzobispo coadjutor de Dar es-Salam)
  - Sede vacante (1990-1992)
- Magnus Mwalunyungu † (30 de marzo de 1992-25 de agosto de 2005 retirado)
- Castor Paul Msemwa † (25 de agosto de 2005  por sucesión-19 de octubre de 2017 falleció)
- Filbert Felician Mhasi, desde el 8 de diciembre de 2018